# Euphorbia gaumeri
Euphorbia gaumeri là một loài thực vật có hoa trong họ Đại kích. Loài này được Millsp. mô tả khoa học đầu tiên năm 1898.